# Philippe Le Sourd
Philippe Le Sourd (París, 15 de julio de 1963) es un director de fotografía francés.

## Biografía
Philippe Le Sourd comenzó su carrera como asistente del director de fotografía Darius Khondji en películas como Beauté Volée de Bernardo Bertolucci, The City of Lost Children de Jeunet and Caro y Before The Rain de Milcho Manchevski. Dio sus primeros pasos como director de fotografía en clips y ha trabajado en varias películas publicitarias, en particular con el director y fotógrafo Bruno Aveillan.
En 2014, fue nominado a los Premios de la Academia por su trabajo en The Grandmaster, dirigida por Wong Kar-wai.

## Filmografía

### Largometrajes
- 1998: Cántico de la escoria de Vincent Ravalec
- 1999: Posiblemente por Cédric Klapisch
- 2002: La maravillosa odisea del tobogán idiota de Vincent Ravalec
- 2004: Atomik Circus, el regreso de James Bataille de Didier Poiraud y Thierry Poiraud
- 2006: A Good Year de Ridley Scott
- 2008: Siete almas de Gabriele Muccino
- 2013: The Grandmaster de Wong Kar-wai
- 2017: The Beguiled de Sofia Coppola
- 2020: On the Rocks de Sofia Coppola

### Cortometrajes
- 1996: Forte tête
- 1996: Le masseur
- 1997: Gary Barlow: Love Won't Wait
- 1997: Conséquences de la réalité des morts
- 1997: Gary Barlow: So Help Me Girl
- 1998: Noël en famille
- 2007: Heartango
- 2007: There's Only One Sun
- 2010: Thunder Perfect Mind
- 2011: Jennifer Lopez: Papi (video musical)
- 2012: Deja Vu
- 2014: U2: Invisible (video musical)
- 2015: Madonna: Living for Love (video musical)
- 2016: This Day Forward
- 2019: Dua Lipa: Swan Song (video musical)

## Premios y distinciones
Premios Óscar
| Año  | Categoría        | Película        | Resultado |
| ---- | ---------------- | --------------- | --------- |
| 2014 | Mejor fotografía | The Grandmaster | Nominado  |